# 成平满族乡
成平满族乡是中华人民共和国辽宁省铁岭市西丰县下辖的一个民族乡。

## 行政区划
成平满族乡下辖以下村级行政区划单位：
石城村、兴德村、景贤村、石祥村、会英村、铜台村、凤楼村、成平村、中和村和东城村。